# Aix-en-Provence Challenger 2004
L'Aix-en-Provence Challenger 2004 è stato un torneo di tennis facente parte della categoria ATP Challenger Series nell'ambito dell'ATP Challenger Series 2004. Il torneo si è giocato a Aix-en-Provence in Francia dal 26 aprile al 2 maggio 2004 su campi in terra rossa.

## Vincitori

### Singolare
Fabrice Santoro ha battuto in finale  Arnaud Clément con il punteggio di 1–6, 7–6(5), 6–3

### Doppio
Thierry Ascione /  Jean-François Bachelot hanno battuto in finale  Federico Browne /  Rogier Wassen con il punteggio di 6–4, 5–7, 6–4